# COMIC CUE
『COMIC CUE』（コミック・キュー）は日本の漫画雑誌。1994年12月にイースト・プレスから創刊された。独自の作風を持つ作家を起用し、掲載作品にひとつのテーマを決め、大々的な特集を組む編集方針をとる。

## 概要
「読み捨てにできない漫画雑誌」を目指し、独自の作風を持つ作家を起用する漫画雑誌。創刊号からVol.3まで、漫画家の江口寿史を責任編集長に迎え、Vol.4以降は、イースト・プレスの堅田浩二が編集長を担当している。Vol.2以降の全ての号で、「特集」と称し、誌面まるごとひとつの決められたテーマに沿った作品を掲載するという編集方針をとる。1994〜1998年は年1回刊、1999年、2000年に年2回刊となり、2001年から年1回刊に戻された。10号目以降は通し番号がVol.100、200と百単位になっている。現在までの最新刊は、2003年に発売されたVol.300で実質休刊状態である。

## 内容
- Vol.1（1994年12月） 創刊号 ISBN 4-87257-035-9
- Vol.2（1995年12月） 特集：カバー・バージョン。既存の漫画のカバー作品を掲載。 ISBN 4-87257-064-2
- Vol.3（1996年12月） 特集：ポルノ
- Vol.4（1997年12月） 特集：コラボレーション。合作漫画を掲載。 ISBN 4-87257-124-X
- Vol.5!（1998年10月） 特集：子供 ISBN 4-87257-151-7
- Vol.6（1999年4月） 特集：手塚治虫リミックス ISBN 4-87257-171-1
- Vol.7!（1999年10月） 特集：ロボット ISBN 4-87257-190-8
- Vol.8（2000年4月） 特集：愛 ISBN 4-87257-210-6
- Vol.9（2000年10月） 特集：スコシフシギ ISBN 4-87257-229-7
- Vol.100（2001年5月） 特集：BRAN-NEW“SUPER VISION” ISBN 4-87257-254-8
- Vol.200（2002年4月） 特集：食べ物 ISBN 4-87257-276-9
- Vol.300（2003年5月） 特集：もしも、ドラえもんの“ひみつ道具”があったら? ISBN 4-87257-352-8

## 執筆作家
- 江口寿史：Vol.1、2、3、4、5、9、200
- やまだないと：Vol.1、2、3、4、5、7、8、100、200
- 和田ラヂヲ：Vol.1、2、3、4、5、6、8、9、100、200、300
- とり・みき：Vol.1、2、4、7、9、100、200、300
- 田中圭一：Vol.1、2、3、5、6、7、200
- よしもとよしとも：Vol.1、2、3、4、5、9、200
- 吉田戦車：Vol.1、6、7、8、100、200
- おおひなたごう：Vol.2、3、4、5、6、7、8、9、100、200、300
- 朝倉世界一：Vol.2、8、9、100、200、300
- 古屋兎丸：Vol.2、3、4、5、6、7、100、200
- 地下沢中也：Vol.3、4、5、6-300
- 南Q太：Vol.3、5、9、100、300
- 黒田硫黄：Vol.4、5、6、7、8、9、100、200
- 水野純子：Vol.4、5、6-100、200
- 水谷さるころ：Vol.5、6、7、8、9、100、200
- 小原愼司：Vol.6、7、8、9、300

- 望月峯太郎：Vol.1
- 松本大洋：Vol.1、2
- 伊藤理佐：Vol.1、3
- 魚喃キリコ：Vol.1、100
- JERRY：Vol.1
- 冬野さほ：Vol.1、2
- いましろたかし：Vol.1、2
- 河野哲郎：Vol.1、2、4、5
- 久住昌之：Vol.1、2、4
- 相原コージ：Vol.1
- くぼたかつひこ：Vol.1
- 多田由美：Vol.1、2
- 大友克洋：Vol.1
- 泉昌之：Vol.2、3、200
- 中川いさみ：Vol.2、4、7、100
- 高野文子：Vol.2、8
- 桃吐マキル+福耳ノボル：Vol.2、3
- 福山庸治：Vol.2
- 館山克仁（崇山祟の本名執筆時代）：Vol.2、3、5
- 土田世紀：Vol.3
- 安達哲：Vol.3
- ほりのぶゆき：Vol.3
- 横山まさみち：Vol.3
- 藤野美奈子：Vol.3
- 村上たかし：Vol.3
- 町野変丸：Vol.3、4
- 湯村輝彦：Vol.4
- 荒俣宏（作家・博物学者）：Vol.4
- 京極夏彦（作家）：Vol.4
- 貞本義行：Vol.4、5、8
- たかはまこ：Vol.4、8
- 鈴木慶一（ミュージシャン）：Vol.4
- 俵万智（歌人）：Vol.4
- 泉晴紀：Vol.4
- みうらじゅん：Vol.4
- 榎本俊二：Vol.4
- 喜国雅彦：Vol.4、6
- 国樹由香：Vol.4、6
- 飴屋法水：Vol.4
- 森山塔：Vol.4
- ケン月影：Vol.4
- 髙橋ツトム：Vol.4
- 上條淳士：Vol.4、6
- 井上三太：Vol.5
- すぎむらしんいち：Vol.5

- 園山二美：Vol.5
- 寺田克也：Vol.5、6、100
- D[diː]：Vol.5
- 安野モヨコ：Vol.6
- 柏木ハルコ：Vol.6
- しりあがり寿：Vol.6、8、100
- 島本和彦：Vol.6
- 甲斐谷忍：Vol.6
- 楠本まき：Vol.6
- 佐内正史（写真家）：Vol.6
- カネコアツシ：Vol.6
- 能田達規：Vol.7
- 藤井リエ：Vol.8、9
- 森本晃司：Vol.8、9
- 青島千穂：Vol.8、9
- groovisions：Vol.9、100
- Macky：Vol.9
- 一條マサヒデ：Vol.9
- 田中達之：Vol.9
- 三原ミツカズ：Vol.9
- 辛酸なめ子：Vol.9
- 西島大介：Vol.9、100
- 大地丙太郎：Vol.9
- タカノ綾：Vol.9、100、200
- ばばかよ：Vol.100、200
- 100％ORANGE：Vol.100
- サトウナオコ：Vol.100
- かわかみじゅんこ：Vol.100
- 本秀康：Vol.100
- Nendo graphics（草野剛）：Vol.100
- 大畑伸太郎：Vol.100
- 大竹伸朗：Vol.100
- 小松崎茂：Vol.100
- 横山裕一：Vol.100、200
- 小田扉：VOl.200、300
- チーム紅卍（松尾スズキ×河井克夫）：Vol.200、300
- 福島聡：Vol.300
- 羽海野チカ：Vol.300
- なにわ小吉：Vol.300
- さそうあきら：Vol.300
- 阿部潤：Vol.300
- いましろたかし：Vol.300
- 岩岡寿枝：Vol.300
- 衿沢世衣子：Vol.300
- 唐沢なをき：Vol.300

## 連載作品
COMIC CUEの掲載漫画は基本的にすべて読み切り作品だが、連載作品も2作あった。
- 水野純子『ドリーム★タワー』（Vol.6-100）
- 地下沢中也『預言者ピッピ』（Vol.6-300）- 第2話は『忘れないで』、第3話以降は『兆-Sign-』のタイトルで掲載。

## その他
2004年12月に、Vol.101、102として、COMIC CUEとベアブリックのコラボレーションで、常連作家がデザインを手がけたベアブリックセットが発売された。各1体4種をセットとし、作家書き下ろしの特製カードが付けられた。
- Vol.101（朝倉世界一、江口寿史、おおひなたごう、吉田戦車） ISBN 4-87257-512-1
- Vol.102（田中圭一、とり・みき、古屋兎丸、和田ラヂヲ） ISBN 4-87257-513-X